# Логор смрти
Логори смрти су логори које је градила Нацистичка Немачка током Другог светског рата у сврху систематског убијања милиона људи у процесу који је постао познат као Холокауст. Током Другог светског рата, по наређењима Хајнриха Химлера, логори смрти су грађени током касније фазе програма истребљења. Тела жртава су обично кремирана или закопавана у масовним гробницама. Групе које су нацисти покушавали да истребе су углавном били европски Јевреји, источноевропски народи и Роми. Већину затвореника доведених у логоре смрти није чекало више од неколико сати живота.

## Терминологија
Логор за истребљење или логор смрти обично представљају синониме и односе се на логоре чија је првенствена сврха био геноцид.
У општем случају, логор смрти је био концентрациони логор успостављен у сврху убијања затвореника који су доведени у њега. Логори смрти нису били осмишљени као места за кажњавање криминалаца већ као места за спровођење геноцида. Историјски, најпознатији су били логори смрти које је изградила Нацистичка Немачка у окупираној Пољској током Другог светског рата.
Нацистички логори смрти су се разликовали од нацистичких концентрационих логора попут логора Дахау и Берген-Белсен, који су углавном били намењени за затварање и коришћење робовске радне снаге разних непријатеља државе, што је нацистички назив за групе људи које су сматрали непожељним. У раним данима Холокауста, Јевреји су углавном слати у концентрационе логоре, али од 1942. надаље су углавном депортовани у логоре смрти.
Логоре смрти треба разликовати и од радних логора, који су били организовани у свим земљама које је Немачка окупирала, како би се експлоатисала радна снага различитих група затвореника, укључујући ратне заробљенике. Многи Јевреји су приморавани на рад до смрти у таквим логорима, али јеврејска радна снага, невезано за чињеницу да је представљала фактор у немачким ратним напорима, је била одређена за истребљење. У већини нацистичких логора (са изузетком логора за ратне заробљенике за несовјетске војнике и одређених радних логора), су стопе смртности обично биле врло високе услед егзекуција, глади, болести, исцрпљености и екстремне бруталности; па ипак, само логори смрти су били специфично намењени за масовна убиства.
Разлику између логора смрти и концентрационих логора су правили и сами Немци (мада није била изражена у званичној номенклатури логора.). Већ почетком септембра 1942, један доктор СС-а, који је присуствовао убијању у гасним коморама је написао у свом дневнику: “Не зову Аушвиц логором уништења (das Lager der Vernichtung) без разлога!” Када је један од заменика Адолфа Ајхмана, Дитер Вислицени, испитиван у Нирнбергу, упитан је за имена логора за истребљење; он је одговорио да су то били логори Аушвиц и Мајданек. Када је упитан “Како класификујете логоре Маутхаузен, Дахау и Бухенвалд?” он је одговорио, “Ајхманово одељење их је посматрало као обичне концентрационе логоре.”

## Логори
Већина навода о Холокаусту говори о шест немачких нацистичких логора смрти, који су се сви налазили у Пољској:
- Логор Аушвиц
- Логор смрти Хелмно
- Логор смрти Белзец
- Логор Мајданек
- Логор Собибор
- Логор смрти Треблинка

Аушвиц II и Хелмно су се налазили у западној пољској (анектираној од стране Немачке); остала четири су се налазила у области Генералног губернаторства.
Осим ових шест, и други логори се сматрају логорима смрти, као што је мало познати Мали Тростенец, који се налази у данашњем предграђу Минска, Белорусија, близу или унутар тадашње Републике Локот. Слични логори су постојали у Варшави и Јановској. Такође логори смрти били су изграђени и од стране Независне Државе Хрватске (Јасеновац, Јадовно, Стара Градишка), и као основну намену су имали уништавање Српског, Јеврејског и Ромског становништва са подручја НДХ, али највећи број жртава су чинили Срби. Логор Јасеновац је био једини централни логор смрти изван Пољске, и једини којим нису управљали нацисти. Њиме су управљале усташке снаге Независне Државе Хрватске, а већина жртава овог логора су били Срби, мада је тамо убијено и на десетине хиљада Рома и Јевреја.
Нацисти су користили еуфемизам “Коначно решење јеврејског питања” да опишу систематско убијање европских Јевреја. Одлуку да истреби Јевреје је вероватно донело нацистичко руководство у првој половини 1941. године, али документи о овој одлуци нису нађени. Први корак у коначном решењу су начиниле ајнзацгрупе које су пратиле Вермахт у Операцији Барбароса (инвазија на СССР у јуну 1941). Међутим, методи стрељања Јевреја у јамама нису били довољно ефикасни, тако да су крајем 1941. нацисти одлучили да успоставе логоре са сврхом изграђене за систематско убијање у гасним коморама. Детаљи ове операције су расправљени на Ванзе конференцији у јануару 1942, а извршени су под административном контролом Адолфа Ајхмана. Треблинка, Белзец, и Собибор су изграђени током операције Рајнхард, што је био кодни назив за истребљење пољских Јевреја.
Док је Аушвиц II био део комплекса радног логора, а и Мајданек је био радни логор, логори направљени у операцији Рајнхард и Хелмно су били чисти логори смрти - другим речима, изграђени су искључиво и посебно за убијање огромног броја људи, углавном Јевреја, неколико сати након њиховог уласка у логор. Једини затвореници који су слати у ове логоре а нису одмах убијени су били они који су били неопходни као робовска радна снага, директно повезана са процесом истребљења, на пример, за изношење тела из гасних комора. Ови логори су били мале величине - само пар стотина метара у дужину и ширину - пошто није био неопходан смештај већег капацитета. Пристижућим логорашима је говорено како су ту само у пролазу у процесу релокације даље на исток или у неки радни логор.
И нејевреји су убијани у овим логорима, укључујући многе Пољаке, као и совјетске ратне заробљенике.

## Број жртава
Следе бројке које представљају процене броја људи страдалих у логорима смрти:
- Аушвиц-Биркенау: око 1.100.000[12]
- Треблинка: најмање 700.000[13]
- Белзец: око 434.500[14]
- Собибор: око 167.000[15]
- Хелмно: око 152.000[16]
- Мајданек: 78.000[17]

Ове бројке дају збирно тек испод 2.700.000 људи.
- Логор Јасеновац, бројке варирају од 80.000 до преко 700.000 људи[18][19], док је на подручју Независне Државе Хрватске пописано чак 20.000 убијене деце[тражи се извор].

У Малом Тростенецу је убијено најмање 65.000 Јевреја, док процене за нејевреје варирају од 100.000 до 400.000 (нису откривени преживели, укључујући особље).

## Избор места за логоре
Нацистичка Немачка је одабрала Пољску за изградњу већине логора из више разлога:
- Логори су грађени тамо где је већина планираних жртава живела. Пољска је била дом највеће јеврејске групе у Европи.[21]
- Овако су логори смрти могли да буду држани у већој тајности од немачких држављана.[22]
- Целокупна железничка мрежа источне Европе је била преоптерећена нацистичким ратним напорима; логистички није било могуће да се организују десетине хиљада возова потребних за превоз Јевреја на веће раздаљине, услед највеће војне операције коју је свет икада видео (Источни фронт).[23]
- Нацисти су хтели да уклоне све Јевреје из Велике Немачке пре него што су се сложили око Коначног решења. Западна Европа је сматрана аријевском, па нацисти нису хтели да је загаде великим бројем Јевреја. Стога је Пољска била идеална јер су је насељавали Словени који су били полу-људи. (Базирано на књизи: Нацистички доктори).